# Alberto Luis Aguilar
Luis Alberto Aguilar (Llallagua, Potosí; 14 de septiembre de 1950 - Oruro, Bolivia; 25 de mayo de 2025) fue un antropólogo y político boliviano que ocupó el alto cargo de prefecto del departamento de Oruro elegido por votación directa desde el 23 de enero de 2006 hasta el 4 de abril de 2010.

## Biografía
Alberto Aguilar nació en Llallagua, departamento de Potosí el 14 de septiembre de 1950. Empezó sus estudios primarios en 1956 saliendo bachiller en 1968. Continuó con sus estudios superiores ingresando a la carrera de antropología de la Universidad de Siglo XX, graduándose como antropólogo en 1975. 
Trabajó en el campo educativo antes de incursionar en la política. Se vinculó al catolicismo, incluso realizó estudios de teología en la Universidad Católica Boliviana, llegando a ser secretario general del centro de estudiantes.
Dirigió también el centro diocesano de la Pastoral social durante seis años. Fue docente en la Normal Católica, en la Universidad salesiana y en la Universidad Técnica de Oruro. Presidió también el Colegio de antropólogos. 

## Vida política
En las elecciones presidenciales de 2002 fue elegido diputado plurinominal por Oruro por el partido del Movimiento al Socialismo (MAS). En 2005, cuando se celebraron las primeras elecciones prefecturales de la historia del país, como resultado de las exigencias de la ciudad de Santa Cruz de la Sierra para profundizar la descentralización y fortalecer las competencias departamentales, el MAS lo postuló para ocupar el cargo de prefecto del departamento de Oruro.
Aguilar ganó las elecciones con el 36.9% de los sufragios y se convirtió así en la primera autoridad departamental elegida con sufragio universal. El 10 de agosto de 2008, en el primer referéndum revocatorio de la historia del país, Aguilar logró conservar su cargo gracias a una estrecha victoria del “sí” a su gestión (50.8% de votos válidos; 46.5% sobre los emitidos). En ambas oportunidades, el porcentaje conseguido por Evo Morales Ayma fue muy superior, lo que demostró que la débil implantación personal del prefecto fue suplida por la fuerza del aparato partidario del MAS. 
En 2010 y una vez dejado el cargo de prefecto, fue acusado y denunciado por el Ministerio de Transparencia Institucional y Lucha contra la Corrupción de Bolivia por malversación de fondos durante su cargo como prefecto del departamento de Oruro; proceso judicial que culminó en agosto de 2014 con la sentencia del Tribunal Segundo de Sentencia del Distrito de Oruro de 6 años y 10 meses de cárcel para Aguilar.